# Koulová strouha
Koulová strouha ist ein Gebirgsbach im tschechischen Teil des östlichen Riesengebirges.

## Lage
Die Quellen liegen zwischen dem Südhang der Schneekoppe und deren südlichen Ausläufer Růžová hora (de: Rosenberg, 1396 m). Er fließt in einem tief eingekerbten Tal namens „Důl pod Koulí“, das früher auf Deutsch „Kugelgraben“ genannt wurde, zwischen dem Mittelberg (cs: Prostřední hora) und dem Berg Koule (de: Kugeln oder Kugelberg, 1264 m). In seinem Verlauf von West nach Ost überwindet der Bach 150 Höhenmeter und den fast fünf Meter hohen Wasserfall Koulový vodopád. Nach knapp anderthalb Kilometern mündet er in den  Löwenbach (cs: Jelení potok) als dessen erster größerer Zufluss.

## Namen
Der deutsche Namen, der sich auch in der tschechischen Bezeichnung des Berges Koule wiederfindet, geht wahrscheinlich auf die Beschaffenheit des Bachbettes zurück und steht mit der hier und den anderen Seitentälern des Löwengrunds (cs: Lví důl) intensiv betriebenen Holzfällerei in Verbindung. Zahlreiche größere und kleinere Felsbrocken, die wegen ihrer oft abgerundeten, glatten Form Kugeln genannt wurden, stellten der Holzflößerei schwierige Hindernisse entgegen, zumal der Bach keine größeren Wassermengen zur Verfügung stellt.